# 동인동
동인동(東仁洞)은 대한민국 대구광역시 중구의 행정동이다.

## 개요
동쪽으로 신천을 경계로 수성구와 동구를 인접하고 경부선 철로와 신천변을 경계로 중구의 북동쪽에 위치하고 있으며, 국채보상로를 통해 시내로 들어오는 중구의 관문으로서 대구시청과 중구청 같은 주요 행정기관과 경북대학교 의과대학 등 교육기관, 중앙도서관, 한국은행, 대구전화국, 한국전력 등의 공공기관, 은행, 보험회사 등의 금융기관 및 크고 작은 여행사 등이 모여 잘 발달된 상권을 형성하고 있는 지역이다. 또한 서민층이 많은 전형적인 주거지역도 형성돼 있어 현재 2개 지역에서 주택재개발 사업이 추진되고 있으며 특히, 주민쉼터와 태평로 그린로드 조성, 신천변 체육시설 설치, 동인아파트 담장정비 등을 통해 녹색마을을 지향하는 쾌적한 환경을 조성함으로써 품격 있는 생활공간을 만들어 가고 있다.

## 유래
대구부 동상면 용덕리 신동 남성리 등 일부가 1911년경 일본에 의해 ‘동운정’으로 개칭되었으며 1947년에 ‘동인동’으로 개칭하였다. 1963년에 구제 실시로 지금의 중구 동인 1, 2동으로 개편되었다.
- ~1894년 대구도호부 동상면 용덕리, 신동, 남성리 각 일부
- 1895년 ∼ 1896년 대구부 대구군 동상면 용덕리, 신동, 남성리 각 일부
- 1896년 ∼ 1909년 경상북도 대구군 동상면 용덕리, 신동, 남성리 각 일부
- 1910년 경상북도 대구군 동상면 용덕리, 신동, 남성리 각 일부
- 1911년 ∼ 1947년 대구부 동운정
- 1947년 4월 1일 대구부 동인동으로 개칭
- 1949년 8월 1일 대구시 동인동
- 1953년 4월 1일 출장소제 실시로 대구시 중부출장소 동인동
- 1953년 6월 8일 동구역 개편에 따라 동인1구동, 2구동을 통합 동인3가동으로 개칭
- 1955년 12월 10일  동구역 개편에 따라 동인동 1가 1.2구와 2가동을 통합 동인1.2가동으로 개칭
- 1963년 1월 1일 구제 실시로 대구시 중구 동인1.2가동, 동인3가동, 동인4가동
- 1981년 7월 1일 직할시 승격으로 대구직할시 중구 동인1.2가동, 동인3가동, 동인4가동
- 1995년 1월 1일 광역시 개칭으로 대구광역시 중구 동인1.2가동, 동인3가동, 동인4가동
- 1998년 9월 14일 소규모 행정동 통합관련 동인1.2.4가동으로 통합되어 동인 1.2.4가동, 동인3가동
- 2011년 7월 4일 소규모 행정동 통합관련 동인동으로 통합
- 2016년 7월 11일 동 복지허브화 실시로 동인동 행정복지센터로 개편

## 교육
1955년 ~ 1980년까지는 대구여자고등학교가, 1916년 ~ 1984년까지는 대구여자중학교가 국채보상운동기념공원 자리에 있었다.
- 대구동인초등학교
- 경북대학교 의과대학
- 경북대학교 간호대학
- 경북대학교 보건대학원

## 주거
| 단지명                 | 건설사       | 시행사                         | 주소 | 입주        | 비고 |
| ---------------------- | ------------ | ------------------------------ | ---- | ----------- | ---- |
| 힐스테이트 동인 센트럴 | 현대건설     | 하나자산신탁㈜                 |      | 2024년 4월  |      |
| 힐스테이트 동인        | 현대건설     | 하나자산신탁㈜                 |      |             |      |
| 대구역 센트럴 칸타빌   | ㈜대원       | ㈜대원                         |      |             |      |
| 엑소디움 센트럴 동인   | 대우산업개발 | 동인3-1지구 주택재개발사업조합 |      | 2022년 12월 |      |

## 문화

### 음식
- 동인동 찜갈비

1970년대부터 동인동에서 시작된 음식으로 소갈비를 양은냄비에 담아 고춧가루와 다진마늘 등을 넣어 만든 찜갈비다. 간장 양념을 넣은 다른지역의 갈비찜과는 차이가 있다.

### 명소
- 국채보상운동기념공원
- 국채보상운동기념관
- 동인동 찜갈비골목

1970년대 초 동인동 주택가에 찜갈비 가게가 형성되어 만들어진 골목으로, 현재 10여 곳의 가게가 모여있다.

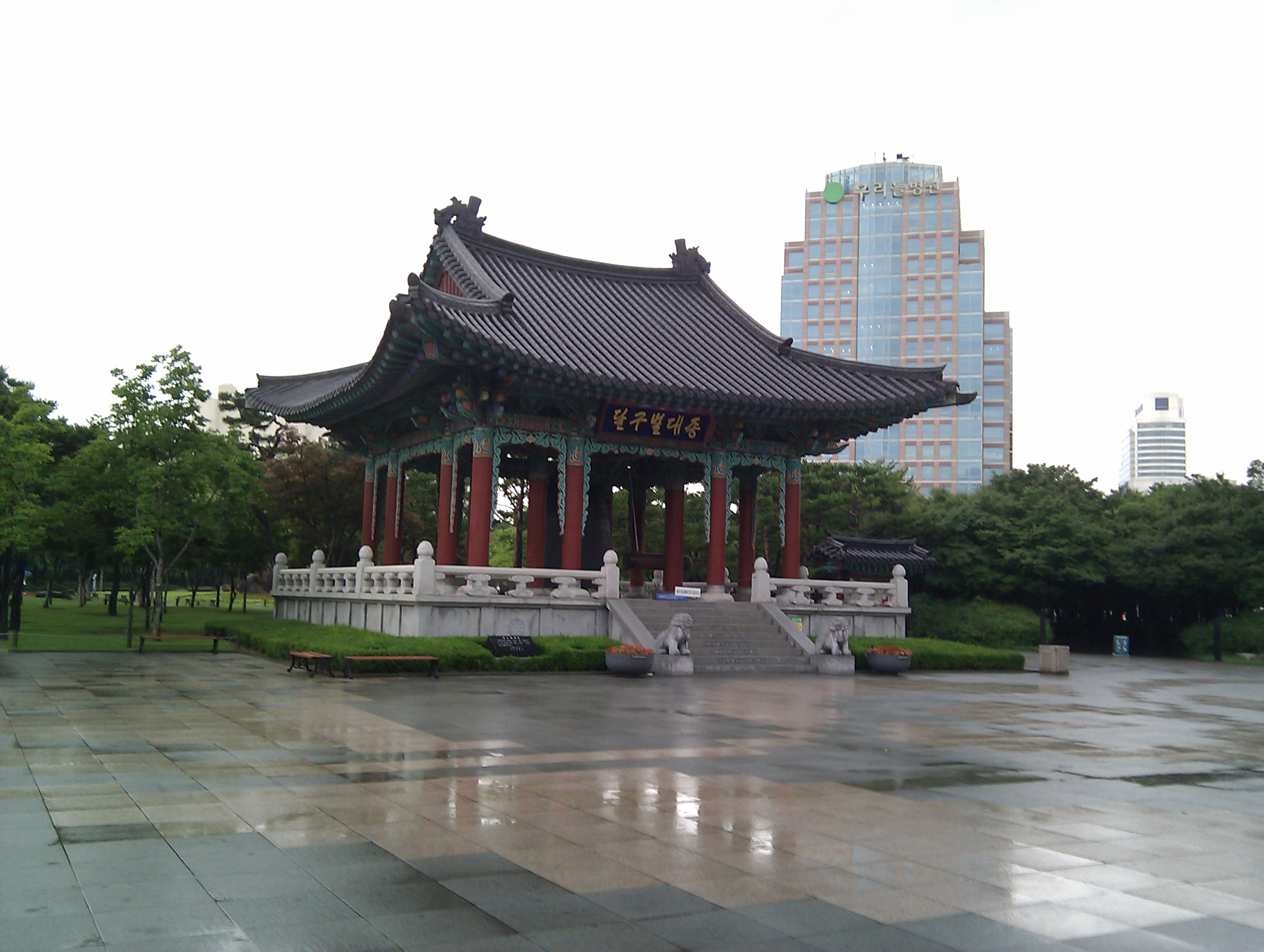
국채보상운동기념공원

## 사진

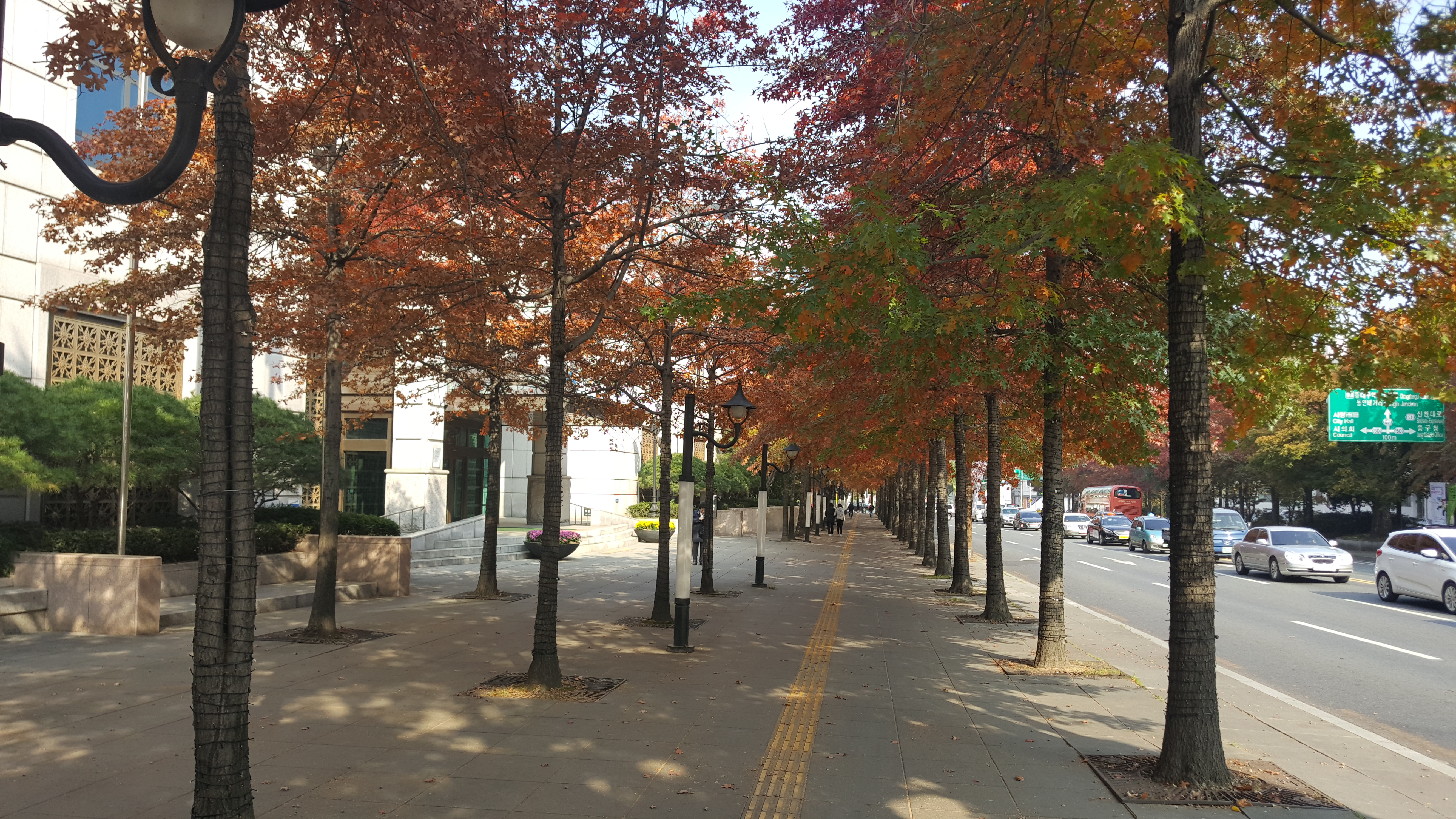
2016년 11월 한국은행 대구경북본부 앞 거리